# Wolfgang Quetes
Wolfgang Quetes (bürgerlich Wolfgang Queteschiner; * 13. Mai 1944 in Linz) ist ein österreichischer Schauspieler, Theater- und Opernregisseur und Theaterintendant.

## Leben
Wolfgang Quetes studierte von 1964 bis 1968 Theaterwissenschaften an der Universität Wien und besuchte nebenher das Max Reinhardt Seminar. Nach seiner Ausbildung arbeitete er als Schauspieler und Regisseur an diversen österreichischen Bühnen, darunter in Wien am Theater der Jugend und am Volkstheater. 1970 kam Quetes an das Theater der Courage und gründete gemeinsam mit dem Regisseur Dieter Berner und dem Schauspieler Werner Prinz ein Kollektiv zur Leitung der Bühne. Von 1974 bis 1976 war er als Regisseur am Staatstheater Kassel, danach freischaffend tätig und inszenierte unter anderem am Schauspielhaus Zürich, am Theater Neumarkt Zürich, am Nationaltheater Mannheim, am Düsseldorfer Schauspielhaus, in Bonn und Freiburg sowie erneut am Wiener Volkstheater.
1978 ging Quetes an die Basler Theater, wo er in allen drei Sparten (Schauspiel, Oper, Operette) Inszenierungen übernahm. Daneben lehrte er Regie und Rollenstudium an der Schauspiel-Akademie Zürich. Ab 1985 arbeitete er wieder freischaffend als Opern- und Theaterregisseur an den Staatstheatern in Braunschweig, Darmstadt, Karlsruhe und Wiesbaden, am Gelsenkirchener Musiktheater im Revier und an der Opéra national du Rhin in Straßburg. Von 1991 bis 1995 fungierte Quetes als Oberspielleiter des Musiktheaters an den Städtischen Bühnen Nürnberg. Gastweise inszenierte er in dieser Zeit auch in der Schweiz an den Stadttheatern in Bern, Luzern und St. Gallen, ferner am Theater Basel.
1997 übernahm Quetes den Posten als Intendant am Pfalztheater in Kaiserslautern, den er bis 2002 innehatte. Von 2004 bis 2012 bekleidete er dasselbe Amt an den Städtischen Bühnen Münster.
Wolfgang Quetes war bis zu deren Tod mit der Schweizer Schauspielerin Sibylle Courvoisier (1943–2003) verheiratet. Unter seiner Regie spielte sie 1974 die Rolle der Charlotte in Die neuen Leiden des jungen W. von Ulrich Plenzdorf.

## Inszenierungen (Auswahl)
- Ulrich Plenzdorf: Die neuen Leiden des jungen W. – Schauspielhaus Zürich (Schweizer Erstaufführung)
- Tennessee Williams: Endstation Sehnsucht – Theater Basel
- Wolfgang Amadeus Mozart: Così fan tutte – Theater Basel
- Pierre-Augustin Caron de Beaumarchais: Der tolle Tag oder Figaros Hochzeit – Theater Basel
- Arthur Schnitzler: Reigen – Theater Basel
- Ödön von Horváth: Figaro lässt sich scheiden – Theater Basel
- Eugène Ionesco: Reise zu den Toten – Theater Basel (deutschsprachige Erstaufführung)
- Georg Büchner: Leonce und Lena – Theater Basel
- Joseph Haydn: Orlando paladino – Theater Basel
- Pavel Kohout: Das große Ahornbaumspiel – Theater Basel (Uraufführung)
- Richard Strauss: Capriccio – Theater Basel
- Giacomo Puccini: La Bohème – Theater Basel
- Wolfgang Amadeus Mozart: Die Zauberflöte – Theater St. Gallen
- Albert Lortzing: Der Wildschütz – Theater St. Gallen
- Martin Sperr: Die Spitzeder – Werkstattbühne Bonn (Uraufführung)
- Wolfgang Rihm: Die Eroberung von Mexico – Staatstheater Nürnberg
- Wolfgang Amadeus Mozart: Don Giovanni – Staatstheater Nürnberg
- Gian Francesco de Majo: Ifigenia in Tauride – Teo Otto Theater (Remscheid) und Wuppertaler Bühnen
- Giacomo Meyerbeer: Le prophète – Städtische Bühnen Münster
- Jerry Herman: Hello, Dolly! – Städtische Bühnen Münster
- Friedrich Schiller: Wallenstein – Städtische Bühnen Münster
- Gioacchino Rossini: Der Barbier von Sevilla – Hessisches Staatstheater Wiesbaden
- Johann Strauss: Der Zigeunerbaron – Staatstheater Darmstadt
- Jacques Offenbach: Orpheus in der Unterwelt – Pfalztheater (in einer Neuübersetzung Quetes')
- Giuseppe Verdi: Rigoletto – Stadttheater Pforzheim